# Smalsporige poederparasol
Smalsporige poederparasol (Cystolepiota adulterina) is een meercellige schimmelsoort behorende tot de familie Agaricaceae. De wetenschappelijke naam van de soort is voor het eerst gepubliceerd door F.H. Møller in 1976 als Lepiota adulterina. Later is de soort door Marcel Bon ingedeeld bij het geslacht Cystolepiota.